# Johannes Heinrich Gebauer
Johannes Heinrich Gebauer (* 8. August 1868 in Wilsnack; † 24. August 1951 in Hildesheim) war ein deutscher Gymnasiallehrer, Archivar und Lokalhistoriker. 

## Leben
Der Pfarrersohn Gebauer wuchs in Wilsnack und Legde auf. Er besuchte ab 1880 das Joachimsthaler Gymnasium in Berlin und studierte ab 1888 in Berlin, ab 1891 in Halle Geschichte, Geographie und Alte Sprachen. In Berlin zählten Heinrich von Treitschke, Reinhold Koser, Paul Scheffer-Boichorst und Adolf Kirchhoff zu seinen Lehrern, in Halle Gustav Droysen und Alfred Kirchhoff. Während seines Studiums wurde er Mitglied beim Verein Deutscher Studenten Halle. Er wurde 1892 in Halle promoviert und legte 1893 das Staatsexamen ab. Von 1893 bis 1894 leistete er den Militärdienst in Naumburg an der Saale ab, 1896 folgte die Lehramtsprüfung für das Fach Religion. Nach zwei „Seminarjahren“ an zwei Berliner Schulen war er ab 1898 als Lehrer an der Ritterakademie in Dom Brandenburg, ab 1908 am Gymnasium Andreanum in Hildesheim, ab 1924 am dortigen Andreas-Realgymnasium tätig. 1902 heiratete er Gertrud Reichel, eine Tochter des Dresdner Musikdirektors Friedrich Reichel.
Seit seiner Studienzeit veröffentlichte Gebauer zahlreiche historische Arbeiten, darunter zwei Biographien über die schleswig-holsteinischen Herzöge Christian August und Friedrich VIII., die sich auf Archivstudien im herzoglichen Hausarchiv in Primkenau (Niederschlesien) stützten.
Von 1910 bis 1938 war er nebenamtlicher Stadtarchivar der Stadt Hildesheim. 1919 begründete er die lokalgeschichtliche Zeitschrift Alt-Hildesheim. Seine im Auftrag des Magistrats verfasste zweibändige Geschichte der Stadt Hildesheim aus den Jahren 1922–1924 gilt bis in die Gegenwart als Standardwerk und wurde mehrfach nachgedruckt. 1936 wurde er zum korrespondierenden Mitglied der Göttinger Akademie der Wissenschaften gewählt. Am 25. März 1950 wurde er zum Ehrenbürger der Stadt Hildesheim ernannt. 1959 wurde die Gebauerstraße im Stadtteil Drispenstedt nach ihm benannt.

## Werke (Auswahl)
- Die Publicistik über den böhmischen Aufstand von 1618. Niemeyer, Halle 1892. (Digitalisat)
- Kurbrandenburg in der Krisis des Jahres 1627. Halle, Niemeyer 1896. (Digitalisat)
- Kurbrandenburg und das Restitutionsedikt von 1629. Niemeyer, Halle 1899. (Digitalisat)
- Christian August, Herzog von Schleswig Holstein. Ein Beitrag zur Geschichte der Befreiung Schleswig-Holsteins, 1910
- Herzog Friedrich VIII. von Schleswig-Holstein, 1912
- Geschichte der Stadt Hildesheim, 2 Bände, Lax, Hildesheim/Leipzig 1922–1924
- Geschichte der Neustadt Hildesheim, Lax, Hildesheim/Leipzig 1937, ISBN 3-8269-6305-9
- Ausgewählte Aufsätze zur Hildesheimer Geschichte, 1938 (mit Personalbibliographie)
- Geschichte des Handels und des Kaufmannstandes in der Stadt Hildesheim, Dorn, Bremen-Horn 1950
- Die Stadt Hildesheim. Ein Abriss ihrer Geschichte, Hildesheim 1950